# Worth School
La Worth School, cerca de Turners Hill (Inglaterra), conocida comúnmente como Worth, es una prestigiosa escuela e internado católico originariamente para varones y de carácter parcialmente mixto en la actualidad. El colegio educa a pupilos de entre 11 y 18 años, siendo la gran mayoría de estos chicos y una minoría estudiantil femenina.
Está situado en la Abadía de Worth, en Turners Hill, cerca de Crawley en Inglaterra, a 36 millas de Londres. La escuela es miembro de la conferencia de los directores de escuelas, junto a otros colegios de élite como Westminster, Eton o Winchester College.

## Historia
Los orígenes de la institución datan de 1617, cuando se fundó una comunidad Benedictina en Douai, Francia, con el fin de educar a niños ingleses de familias católicas. Dicha comunidad fue formada por un grupo de monjes ingleses y galeses que se encontraban exiliados en Francia debido a la persecución de los católicos en Inglaterra. En la década de 1790, sin embargo, los revolucionarios franceses saquearon la Abadía y escuela, permitiendo escapar a los niños y monjes a Inglaterra en febrero de 1795. Después de algunos años de refugio en unos terrenos de un antiguo alumno en Shropshire, la Abadía y la Escuela finalmente se establecieron en Downside, Somerset, en 1814.
A principios de 1930, el Abad John Chapman establece otra comunidad monástica y una escuela secundaria en West Sussex mediante la compra de una finca perteneciente a un noble inglés, llamándola Worth.
En 2002, el colegio se independizó de la abadía de Worth, y con ello, dejó de pertenecer a los monjes benedictinos. Sin embargo, la actividad de dichos monjes dentro de la escuela sigue siendo uno de los principales pilares de esta, y continua muy presente.

## Descripción
El Colegio de Worth consta aproximadamente de 600 alumnos entre las edades de 11 y 18 años, de los cuales más de la mitad son internos, a un coste de cerca de £32,000 libras al año, convirtiéndolo en una de las escuelas a más coste del Reino Unido.

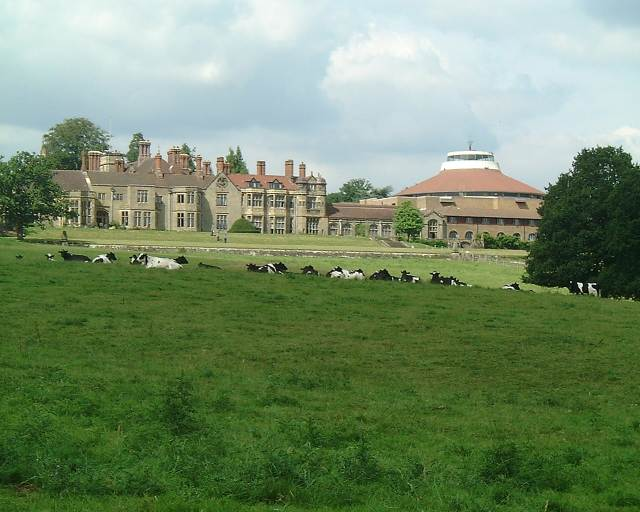
El colegio con su abadía detrás.

El sistema tradicional de funcionamiento, como el de la gran parte de los otros Public schools, es en agrupaciones por casas. En Worth, existen 10 casas a las que los alumnos pueden pertenecer, y entre las que compiten:
- Rutherford House (Casa para varones internos de 13 a 18 años).
- Butler House (Casa para varones internos de 13 a 18 años).
- St. Bede's House (Casa para varones internos de 13 a 18 años).
- Farwell House (Casa para varones no internos de 13 a 18 años)
- Chapman House (Casa para varones no internos de 13 a 18 años)
- St. Mary's House (Casa para féminas internas de 13 a 18 años)
- St. Anne's House (Casa para féminas no internas de 13 a 18 años)
- St. Catherine's House (Casa para féminas no internas de 13 a 18 años)
- Austin House (Casa para varones y féminas no internos de 11 a 12 años)

Los ex-pupilos de la escuela son conocidos como Old Worthians (Antiguos Worthians), entre los que figuran el piloto Henry Surtees, el ilustre político Ferdinand Marcos Jr. y varios miembros de la familia Zóbel de Ayala entre otros.